# Charilaus
Charilaus is een geslacht van rechtvleugeligen uit de familie Charilaidae. De wetenschappelijke naam van dit geslacht is voor het eerst geldig gepubliceerd in 1875 door Stål.

## Soorten
Het geslacht Charilaus  is monotypisch en omvat slechts de volgende soort:
- Charilaus carinatus (Stål, 1875)